# Ходченков Євген Олександрович
Євген Олександрович Ходченков (рос. Евгений Александрович Ходченков; нар. 1945, СРСР) — радянський футболіст, нападник.

## Життєпис
У 1963-1964 роках перебував у складі ленінградського «Зеніту», за основну команду зіграв один матч — 10 липня 1964 року в домашньому матчі проти горьківскої «Волги» (0:0), вийшовши на заміну на 70 хвилині. У 1965 році — в складі «Торпедо» (Москва). У 1965-1967 роках зіграв 109 матчів, відзначився 28 м'ячами за СКЧФ (Севастополь), у 1968-1969 роках — 58 матчів, 5 голів за «Локомотив» (Вінниця), у 1970 грав за «Будівельник» (Полтава).